# Cabañas de la Sagra
Cabañas de la Sagra település Spanyolországban, Toledo tartományban. Cabañas de la Sagra Villaluenga de la Sagra, Magán, Olías del Rey és Yunclillos községekkel határos. Lakosainak száma 2137 fő (2024).

## Népesség
A település népessége az utóbbi években az alábbiak szerint változott:
| Lakosok száma | 1287 | 1629 | 1732 | 1922 | 1932 | 1825 | 1777 | 1799 | 2041 | 2137 |
|               | 2001 | 2004 | 2007 | 2009 | 2012 | 2014 | 2017 | 2019 | 2022 | 2024 |